# Идеален газ
Идеалният газ е теоретичен модел на газ, в който се пренебрегват силите на взаимодействие между частиците, от които е съставен (атоми, молекули), а самите частици се разглеждат като материални точки. Този модел добре описва свойствата на реалните газове, освен при екстремни условия - налягане, температура или и двете едновременно. Например, при стайна температура и налягане идеалният газ е добро приближение за реалните газове.
Във физиката този модел се използва, тъй като той улеснява изчисленията.